# Socorro Venegas
Socorro Venegas Pérez (San Luis Potosí, 21 de agosto de 1972) es una escritora mexicana.

## Biografía
Venegas estudió Comunicación Social en la Universidad Autónoma Metropolitana Unidad Xochimilco, realizó una maestría en Literatura en el Centro de Investigación y Docencia en Humanidades de Morelos y un posgrado en Políticas Culturales y Gestión Cultural organizado por la Organización de Estados Iberoamericanos para la Educación, la Ciencia y la Cultura. Reside en Cuernavaca.
Ha sido subdirectora y luego directora de la Escuela de Escritores Ricardo Garibay, con sede en Cuernavaca  de la Sociedad General de Escritores de México, así como directora general adjunta de Fomento a la Lectura y el libro del Consejo Nacional para la Cultura y las Artes. Es responsable de las colecciones de libros para niños y jóvenes del Fondo de Cultura Económica.
Venegas se inició en la ficción con cuentos que primero aparecieron en publicaciones periódicas (Concho River Review, Literal, The Listening Eye, The Modern Review, entre otras) y en libros; algunos han sido traducidos al francés y al inglés, y sus relatos figuran en diversas antologías, por ejemplo en Des nouvelles du Mexique (2009), Sudden fiction latino (2010), Nuevas voces de la narrativa mexicana (2003), Los mejores cuentos mexicanos 2004. Ha recibido varias distinciones por sus obras. Antologó y prologó, en colaboración con Juan Pablo Picazo, Palabras pendiente, volumen de poesía y narrativa de Morelos (1995).

## Obras

### Cuentos
- Habitación, folleto del Ayuntamiento de Cuernavaca, 1996
- La risa de las azucenas, Consejo Nacional para la Cultura y las Artes, Fondo Editorial Tierra Adentro, 1997
- La muerte más blanca, Instituto de Cultura de Morelos, 2000
- Todas las islas, Universidad Autónoma Benito Juárez de Oaxaca, 2002
- La memoria donde ardía, Páginas de Espuma, 2019

### Novelas
- La noche será negra y blanca, Ediciones Era / UNAM, 2009
- Vestido de novia, Tusquets, 2014

## Premios y reconocimientos
- Beca del Fondo Estatal para la Cultura y las Artes de Moreslos (1995-96)
- Beca del Fondo Nacional para la Cultura y las Artes (novela, 1997-99)
- Beca del Centro Mexicano de Escritores y de intercambio artístico para uns residencia en el Writers Room de Nueva York (2003)
- Premio de Poesía y Cuento Benemérito de América 2002 por Todas las islas (Universidad Autónoma Benito Juárez de Oaxaca)
- Premio de Novela Carlos Fuentes 2004, categoría Ópera Prima, por Será negra y blanca
- Mención honorífica en el Premio Sor Juana Inés de la Cruz 2010 por Será negra y blanca